# Joachim Hansen (acteur)
Pour les articles homonymes, voir Joachim Hansen.
Joachim Hansen, né le 28 juin 1930 à Francfort-sur-l'Oder et mort le 13 septembre 2007 à Berlin, est un acteur allemand.

## Biographie
Il fut formé à l'école d'art dramatique Max Reinhardt de Berlin-Ouest.

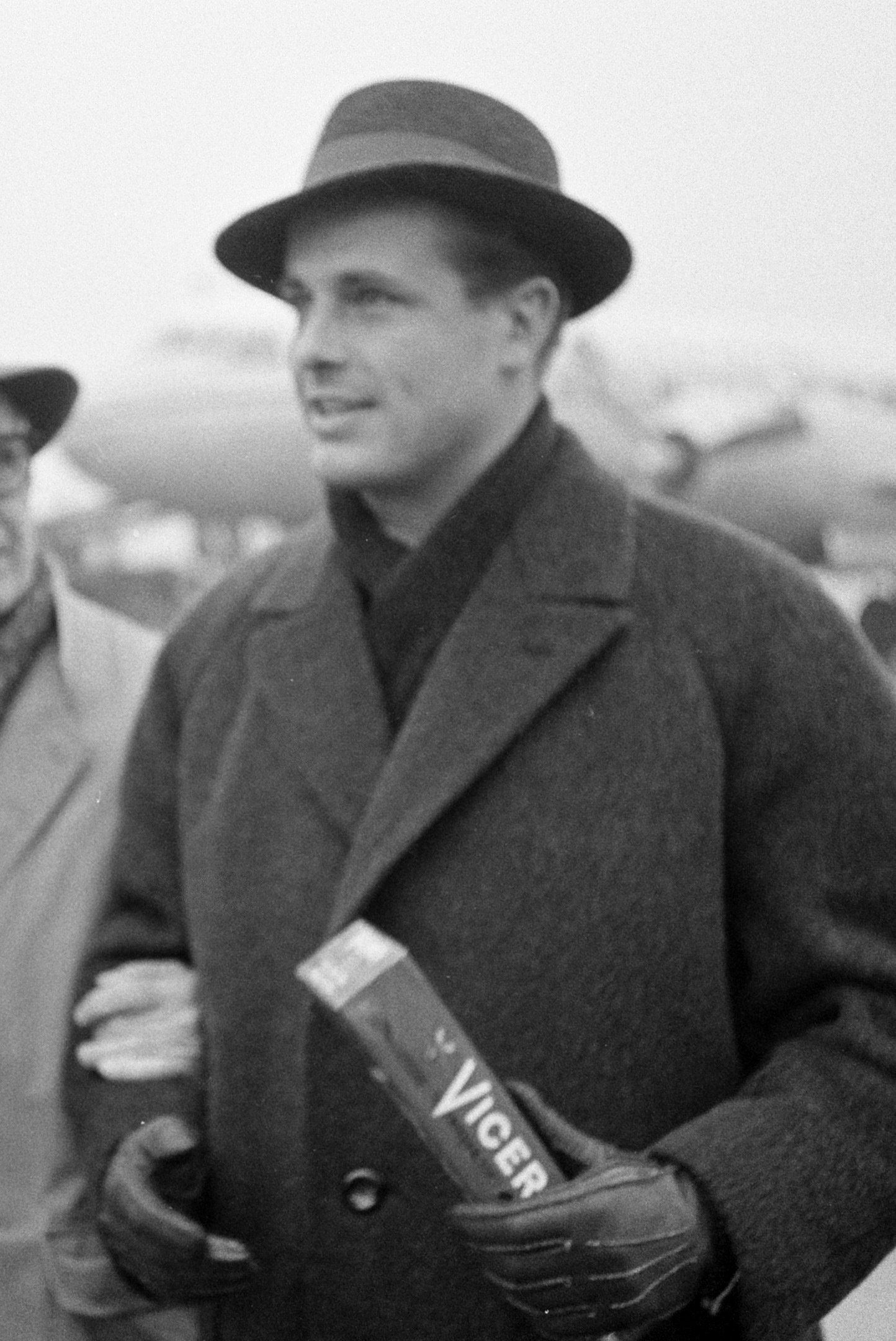
Joachim Hansen en 1960.
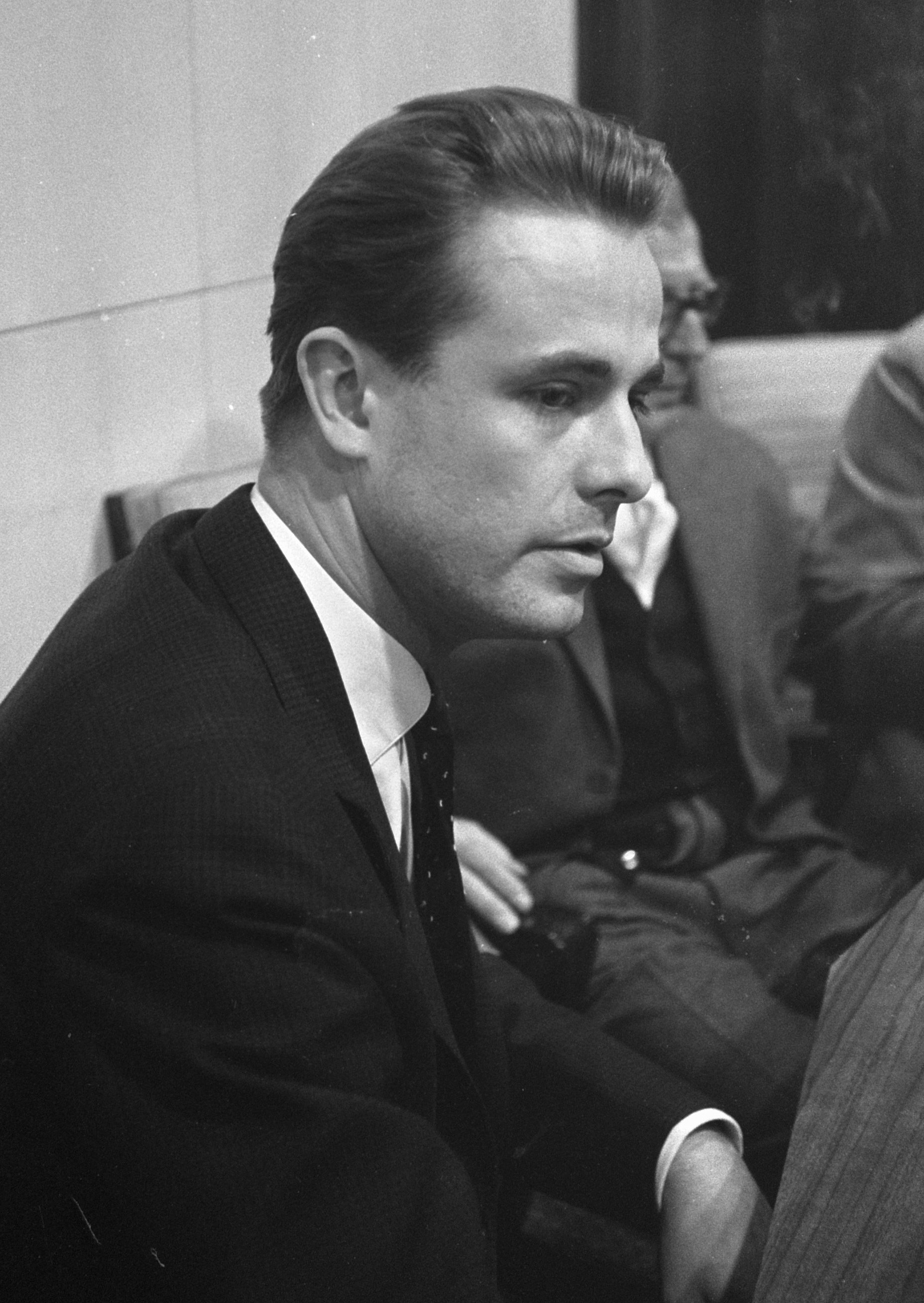
Joachim Hansen en 1960.

## Filmographie partielle

### Cinéma
- 1957 : Der Stern von Afrika d'Alfred Weidenmann
- 1958 : Romarei, das Mädchen mit den grünen Augen (L'Assassin sera à Tripoli ou La Fille aux yeux verts) de Harald Reinl
- 1958 : Chiens, à vous de crever (Hunde, wollt ihr ewig leben) de Frank Wisbar
- 1959 : Les Géants de la forêt (Und ewig singen die Wälder) de Paul May
- 1960 : Le Port des illusions de Rudolf Jugert
- 1961 : Via Mala de Paul May
- 1965 : Les Aigles noirs de Santa Fé (Die schwarzen Adler von Santa Fe) d'Ernst Hofbauer
- 1969 : Le Pont de Remagen (The Bridge at Remagen) de John Guillermin
- 1970 : Underground de Arthur H. Nadel
- 1971 : Popsy Pop de Jean Herman
- 1975 : Le Vieux Fusil de Robert Enrico
- 1976 : Une femme à sa fenêtre de Pierre Granier-Deferre
- 1976 : L'aigle s'est envolé de John Sturges (L'Obergruppenführer SS en gare)
- 1978 : Ces garçons qui venaient du Brésil (The Boys from Brazil) de Franklin J. Schaffner
- 1979 : La Percée d'Avranches, d'Andrew V. McLaglen
- 1985 : Palace d'Édouard Molinaro

### Télévision
- 1973 : Le Monde sur le fil (Welt am Draht) de Rainer Werner Fassbinder
- 1973 : Les Nouvelles Aventures de Vidocq, épisode "L'Épingle noire" de Marcel Bluwal
- 1974 : Nora Helmer de Rainer Werner Fassbinder
- 1974 : Les Faucheurs de marguerites de Marcel Camus (série TV)
- 1977 : Cinq à sec de Michel Fermaud
- 1978 : Heidi de Tony Flaadt